# Désertion
La désertion est l'acte d'abandonner ou de retirer l'appui à une entité à laquelle quelqu'un avait prêté serment ou avait prétendu devoir allégeance, responsabilité ou loyauté ou à laquelle il avait été contraint d'appartenir. On peut donc considérer que dans tout ordre cela existe[style à revoir].
Dans une unité militaire, la désertion est l'acte de quitter l'unité. La désertion est considérée très souvent comme un crime grave, particulièrement en temps de guerre, mais les peines varient très largement, de la peine de mort à la dégradation.
Dans les armées anglo-saxonnes, le terme AWOL, « Absent Without Official Leave » (États-Unis) ou AWL, « Absent Without Leave » (Royaume-Uni, Canada et Australie, mais cela se prononce de la même manière) peut être également employé.
Par extension le terme de désertion a été utilisé dans un cadre différent de l'appartenance aux différentes forces armées, dans le corps médical, dans le corps judiciaire...

## Guerre anglo-américaine de 1812
Durant la guerre anglo-américaine de 1812, on recense 1 620 cas de désertion sur un total d’environ 10 000 conscrits et volontaires dans les rangs de la milice du Bas-Canada à la suite entre autres de mauvaises conditions matérielles d’accueil des recrues.

## Dans le code de justice militaire de 1857
La désertion est définie par les articles 231 à 239 du code de justice militaire de 1857, regroupés dans les sections II (désertion à l’intérieur), III (désertion à l’étranger) et IV (désertion à l’ennemi ou en présence de l’ennemi) du Chapitre V du Code de justice militaire. La désertion suivant ces neuf articles peut être à l’intérieur, à l’étranger, en temps de guerre, en temps de paix, en présence de l’ennemi ou non.
- L’article 231 définit la désertion à l’intérieur, en disposant :

« Est considéré comme déserteur à l'intérieur : 1° Six jours après celui de l'absence constatée, tout sous-officier, caporal, brigadier ou soldat qui s'absente de son corps ou détachement sans autorisation : néanmoins, si le soldat n'a pas trois mois de service, il ne peut être considéré comme déserteur qu'après un mois d'absence. 2° Tout sous-officier, caporal, brigadier ou soldat voyageant isolément d'un corps à un autre ou dont le congé ou la permission est expiré, et qui, dans les quinze jours qui suivent celui qui a été fixé pour son retour ou son arrivée au corps, ne s'y est pas présenté. »
- L’article 235 définit quant à lui la désertion à l’étranger en disposant :

« Est déclaré déserteur à l'étranger, en temps de paix, trois jours et, en temps de guerre, un jour après celui de l'absence constatée, tout militaire qui franchit sans autorisation les limites du territoire français, ou qui, hors de France, abandonne le corps auquel il appartient. »
- Les articles qui les accompagnent, respectivement l’art. 232 et 236[2] définissent les peines pour les sous-officiers, caporaux, brigadiers et soldats. La justice est plus clémente avec les déserteurs à l’intérieur (deux à cinq ans d’emprisonnement en temps de paix, et deux à cinq ans de travaux publics en temps de guerre) qu’avec les déserteurs à l’étranger (deux à cinq ans de travaux publics en temps de paix, et cinq à dix ans de la même peine en temps de guerre)[3]. Enfin les officiers sont distingués du reste du corps et leurs punitions pour désertion sont données par les articles 233 et 237[2].

Ce fait que constitue la désertion, bien que mal connu pour les périodes des XIXe et XXe siècles, renseigne sur un mal-être des soldats et sur la volonté des autorités militaires de maintenir les hommes à leur poste. la désertion est alors assimilé par Emmanuel Saint-Fuscien à une « désobéissance impersonnelle et distanciée » de la part du celui qui en est l’auteur. En d’autre terme pour l’armée ce délit est une rupture du lien d’autorité qui met en danger l’institution tout entière de par son caractère délétère envers la discipline et le consensus, qui permet l’adhésion (voir la soumission en temps de guerre) des hommes à l’autorité ; le Manuel de l’officier de police judiciaire de 1881 qualifie à ce propos la désertion de « fait qui ne lèse les intérêts de personne en particulier », mais qui « est une infraction grave au service et à la discipline du corps ».

## Première Guerre mondiale

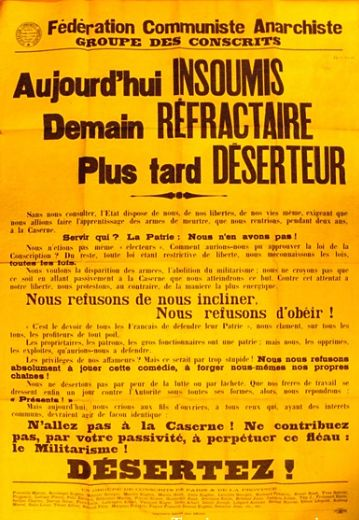
L'affiche du Groupe des conscrits de la Fédération communiste anarchiste, octobre 1912.

- En août 1914, l'état-major de l'armée française escomptait 13 % de réfractaires ; il n'y en eut que 1,5 %. Le nombre des condamnations pour désertion augmente brusquement pendant et après les mutineries de 1917 (21 174 en 1917).

- Il y a eu environ 600 fusillés dans les rangs des troupes françaises[7], à la suite de condamnations prononcées pour refus d'obéissance, mutilations volontaires, désertion, mutinerie (en 1917), dont un certain nombre de soldats fusillés pour l'exemple[8] : 2 pour capitulation en rase campagne, 393 pour abandon de poste en présence de l’ennemi, 19 pour instigateurs de révoltes, 109 pour refus d'obéissance en présence de l'ennemi, 4 pour désertion[9].

- L'armée belge compta 1 203 désertions en 1916, 5 603 en 1917, 2 778 durant les 5 premiers mois de 1918[10].

- 306 soldats de l'armée britannique furent fusillés pour désertion, mutinerie ou refus de combattre. Sur ce total, 266 militaires britanniques furent exécutés pour désertion durant ce conflit contre un seul durant la seconde guerre des Boers[11].

- 750 militaires de l'armée italienne furent exécutés pour le même motif.

- Officiellement, l'armée allemande n'a eu que 28 exécutions pour ce motif.

- 61 Canadiens français ont été reconnus coupables de désertion[12]. 23 soldats canadiens furent exécutés.

- 5 soldats néo-zélandais furent exécutés.
- Plus d'un million de déserteurs russes pour l'année 1917.

## Seconde Guerre mondiale

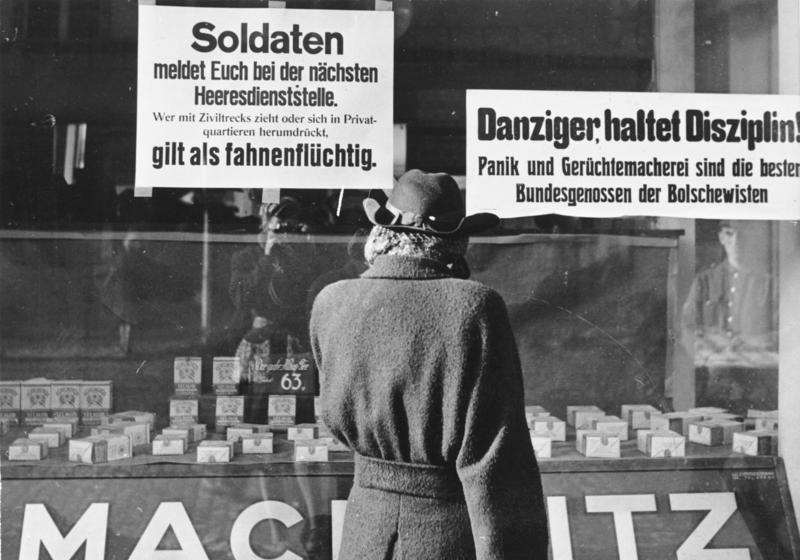
Affiches posées dans les rues de Dantzig en février 1945 avertissant les soldats que s'enfuir avec les civils serait considéré comme de la désertion.

- 30 000 militaires allemands ont été condamnés à mort et 20 000 d’entre eux furent exécutés pour désertion et/ou trahison pendant le conflit par les tribunaux militaires, certains le furent même quelques jours après la reddition du Troisième Reich tels que Bruno Dorfer et Rainer Beck, exécuté le 13 mai. Environ 100 000 personnes ont été condamnées à des peines d'emprisonnement. En 1997, le Parlement allemand a déclaré que les condamnations prononcés pendant la Seconde guerre mondiale par les tribunaux de la Wehrmacht à l'encontre des déserteurs, des objecteurs de conscience et des soldats reconnus coupables d'atteinte au moral des troupes constituaient des dénis de justice et il a attribué 7 500 deutschemarks aux deux-cents survivants[13]. En 2009, il a réhabilité quelque 30 000 « traîtres de guerre »[14],[15] ».
- Plusieurs centaines de milliers d'Autrichiens ont été enrôlés dans l'armée nazie et quelque 1 500 d'entre eux, selon les historiens, ont été exécutés pour avoir refusé d'en porter l'uniforme. Pour Richard Wadani, 92 ans en 2014, lui-même déserteur de la Wehrmacht et président d'honneur du Comité des victimes de la justice militaire nazie, « ce régime était un régime pour lequel on ne pouvait moralement pas se battre. » La république n'a pleinement réhabilité les victimes de la justice militaire nazie qu’en 2009. Du cardinal Christoph Schönborn à Elfriede Jelinek, prix Nobel de littérature, de nombreuses voix se sont ensuite exprimées en faveur de l'érection d'un mémorial rendant hommage aux déserteurs. Ce mémorial est inauguré, en octobre 2014, en plein centre de Vienne[16].
- Les Forces armées des États-Unis comptèrent environ 40 000 déserteurs officiellement recensés. 2 854 d’entre eux furent traduits en cour martiale, 49 condamnés à mort mais un seul fut exécuté : Eddie Slovik fusillé à Sainte-Marie-aux-Mines (France) le 31 janvier 1945. Les autres reçurent pour la plupart des peines de travaux forcés de moins de six mois.

- Les chiffres concernant l'Armée rouge ne sont guère précis mais on compta 450 000 désertions de juin à décembre 1941 durant l'opération Barbarossa, en majorité des soldats dont l'unité s'était disloquée et se retrouvant derrière les lignes ennemies. Les commissaires politiques avaient l'ordre de tirer à vue sur tout soldat n'obéissant pas aux ordres ou reculant devant l'ennemi. Des dizaines de milliers de prisonniers de guerre soviétiques libérés après la guerre furent jugés comme déserteurs.

- En France, Pierre Mendès France, Pierre Viénot, Alex Wiltzer et Jean Zay, qui avaient quitté Le Verdon-sur-Mer à bord du paquebot Massilia alors qu'ils n'avaient pas voulu bénéficier, en tant que parlementaires, d'une exemption de service militaire, ont été arrêtés le 31 août 1940 à leur arrivée à Casablanca, rapatriés en métropole et traduits par le gouvernement du maréchal Pétain devant le tribunal militaire de Clermont-Ferrand pour abandon de poste et désertion ; seul Jean Zay a été inculpé pour « désertion en présence de l'ennemi », ce que le code de justice militaire de l'époque punissait de la peine de mort ; la désertion a été requalifiée postérieurement au 22 juin, date de l'armistice ! Les députés ont été jugés et condamnés séparément ; Jean Zay, dès le 4 octobre 1940, à la déportation (sans limite de temps) et à la dégradation ; Pierre Mendès France condamné à six ans de prison et dix ans de privation de droits civiques et familiaux, Pierre Viénot à huit ans de prison avec sursis ; A. Wiltzer a bénéficié d'un non-lieu. L'ancien ministre de l'Éducation nationale Jean Zay a purgé sa peine à la prison de Riom, non loin du gouvernement de Vichy qui lui a concédé fin janvier 1941 le régime politique, ce qui permettait à sa femme de lui rendre visite. À la fin de la guerre, il a été extrait de sa cellule par des miliciens chargés de le transférer à Melun, et assassiné le 20 juin 1944, à Molles, près de Vichy[17].

## Guerre froide
Plusieurs militaires du bloc de l'Est sont devenus des transfuges et passèrent dans le camp occidental. Parmi les cas célèbres, citons le soldat est-allemand Conrad Schumann qui a déserté à la suite de la construction du Mur de Berlin et le pilote soviétique Viktor Belenko qui atterrit au Japon avec un MiG-25.

## Corée du Nord
De la fin de la guerre de Corée à aujourd'hui, on compte six déserteurs américains vers la Corée du Nord en passant par la Zone coréenne démilitarisée entre 1962 et 1982.
- James Dresnok
- Charles Robert Jenkins
- Larry Allen Abshier
- Jerry Wayne Parrish
- Roy Chung
- Joseph T. White

## Guerre du Viêt Nam

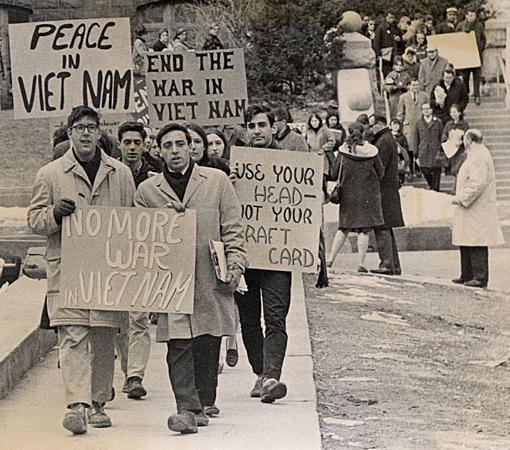
Etudiants américains manifestants contre la guerre du Viêt Nam

Durant la guerre du Viêt Nam, on compte de nombreuses désertions et personnes refusant la conscription. Les chiffres sont divergents selon les sources.
Un livre de 1978 indique que 210 000 personnes ne se sont pas soumises aux obligations militaires. Un total de 30 000 déserteurs et insoumis combinés est allé au Canada. Bien que leur présence y était d'abord controversée, le gouvernement du Canada a finalement choisi de les accueillir. L'insoumission n'est pas une infraction pénale en vertu du droit canadien.
Un article de 2008 cite le chiffre de 50 000 insoumis qui sont allés au Canada. En 1969, le premier ministre du Canada Pierre Elliott Trudeau déclarait que le Canada « est un refuge contre le militarisme » et accordait le statut de résident permanent aux objecteurs de conscience.
Selon un article de 2006 d'un site anarchiste, et non sourcé, l'armée de terre des États-Unis comptait, entre janvier 1967 et janvier 1972, 354 112 militaires ayant quitté leur poste sans permission, (en)"Absent Without Official Leave" (AWOL), et à la signature des accords de paix, 98 324 d'entre eux étaient portés manquants.
Des déserteurs et insoumis américains présents en France s'organisent et sont soutenus par des personnalités comme Jean-Paul Sartre, Alfred Kastler, Claude Bourdet et Daniel Mayer. Le 3 avril 1968, le Mouvement de la paix, le Mouvement contre l'armement atomique, le Comité Vietnam national, le Collectif intersyndical universitaire et les Amis de Témoignage chrétien appellent au « soutien politique, matériel et moral de tous les résistants. »
Le Conseil œcuménique des Églises (C.O.E.), dont le siège est à Genève, soutient les déserteurs et insoumis américains.

## L'ex-Yougoslavie
Les déserteurs et insoumis fuyant les conflits dans l'ex-Yougoslavie alors en guerre sont nombreux dès le début du conflit. En 1994, on les estime à 100 000.
Le 28 octobre 1993, le Parlement européen publie une résolution votée à l'unanimité à propos de l'ex-Yougoslavie. Il invite la communauté internationale, le Conseil et les États membres à accueillir les déserteurs et les insoumis, à les protéger par un statut, à ne pas autoriser leur expulsion et à leur offrir des possibilités de formation et de perfectionnement professionnels. Il invite les États membres à affaiblir, dans l'ex-Yougoslavie, la puissance militaire des agresseurs en encourageant la désertion et l'insoumission.
Le Forum civique européen lance une campagne internationale pour inciter les états à se conformer à cette résolution et les communes et particuliers à accueillir et soutenir les réfractaires. Malgré les 100 000 signatures de pétitionnaires en Europe, peu de pouvoirs publics suivent les exemples du land de Brandebourg et de villes comme Brême, Weimar ou Parme qui accordent le droit de cité aux réfractaires. Le Danemark et la France expulsent même des déserteurs,,.
En 1999, Amnesty international fait état de centaines d'objecteurs de conscience, de déserteurs et d'insoumis incarcérés en République fédérale de Yougoslavie qui, pour la plupart, purgent des peines de cinq ans d’emprisonnement ou davantage et de 23 000 cas analogues, au moins, qui seraient en instance devant les tribunaux militaires yougoslaves.
L'écrivain bosniaque Velibor Čolić a déserté. Il écrit « Les récits nationaux préfèrent les héros morts aux jeunes déserteurs vivants. La mère patrie estime plus un cadavre qu'un soldat effrayé qui veut vivre. »

## Guerre en Irak
- La chaîne américaine CBS a déclaré en novembre 2004 que le département de la Défense des États-Unis reconnaissait 5 500 déserteurs en raison de la guerre en Irak ; les autorités militaires américaines ont démenti ces assertions et indiqué qu'il s'agissait du nombre de militaires absents sans autorisation dénombrés depuis un peu plus de 2 ans, et que la plupart des cas sont dus à des emprisonnements civils, consécutifs à des crimes ou des délits commis en congé.

Il a été allégué que le nombre de déserteurs est statistiquement élevé alors que le nombre de militaires américains absents sans autorisation a nettement diminué ces dernières années, passant de 4 597 en 2001 à 2 376 en 2004 pour l’US Army, et de 1 594 à 1 227 pour les US Marines. En 2006, un article paru dans une revue de l'USAF annonçait un total cumulé d'environ 40 000 déserteurs depuis l'an 2000.
- La chaîne britannique BBC, le 28 mai 2006, avait sorti un article avec comme titre At least 1,000 UK soldiers desert, en français : Au moins 1 000 soldats britanniques ont déserté, soit environ 350 par an, mais en 1999, on enregistra environ 2 000 cas de désertions dans l'armée britannique.
- Des réservistes américains du corps des marines refusent leur affectation dans le Golfe. Certains sont condamnés de neuf mois à deux ans et demi d'emprisonnement. Ils sont soumis à des brimades[34].

## En France
Dans les années 2000 et 2010, les absences irrégulières non justifiées faisant l'objet d'une procédure de désertion ont concerné annuellement près de 2 000 militaires de l'armée de terre française. À la date du 8 décembre 2009, 391 militaires étaient considérés comme déserteurs au sein de cette armée, parmi lesquels 12 servaient à titre étranger. 35 appartenaient à la 11e brigade parachutiste, 12 à la 9e brigade légère blindée de marine et un à la brigade des forces spéciales terre. Selon le quotidien Le Monde, « en 2018, on déserte surtout par ennui et sentiment d’inutilité, déplorant d’être si loin des zones de combat, et impatient de passer à autre chose lorsque l’expérience se révèle décevante ».
Le tribunal militaire de Nîmes se réunit trois fois par an pour juger des désertions, essentiellement des légionnaires (estimées à 300 en 2007 pour un total de 8 000 hommes). Les désertions représentent, en 2018, 74 % des infractions commises par les militaires durant leur service.

### Cadre légal
En France, la désertion est définie par le Code de justice militaire, il classe les désertions selon deux modalités : l'état (temps de paix et le temps de guerre incluant les territoires en état de siège ou état d'urgence) et la localisation (sur le territoire ou en dehors du territoire). Elle est considérée comme un délit et peut, dans certaines circonstances, devenir un crime. La désertion a un régime de prescription particulier ; la prescription a lieu, lorsque le déserteur atteint l'âge le dispensant des obligations militaires,.

#### À l'intérieur du territoire
À l'intérieur du territoire, en temps de paix, elle est caractérisée par une absence injustifiée supérieure à 6 jours (délai de grâce), au sein de sa formation de rattachement ; ou en cas d'absence lors d'un départ hors du territoire. En temps de guerre, ou pendant une période d'état d'urgence, le délai de grâce est divisé par deux, soit 3 jours d'absence injustifiée. La loi française porte un jugement particulier pour la désertion de groupe, qui est considérée comme étant avec complot.
Le déserteur, en temps de paix, risque 3 ans d'emprisonnement, s'il reste sur le territoire, sinon la peine est portée à 5 ans ; en temps de guerre, cette peine est amenée à 10 ans.
Les officiers propriétaires de leur grade, peuvent le perdre si le tribunal se prononce à ce sujet. Les comploteurs ne bénéficient pas des peines réduites à 3 ans d'emprisonnement.
Alors que la proportion des désertions faisant l'objet d'un jugement n'excédait pas 35 % en 2015, elle atteint 85 % en 2017, et les condamnations varient, en moyenne, de un à six mois de prison avec sursis.

#### À l'extérieur du territoire
À l'extérieur du territoire, en temps de paix, le délai de grâce est de 3 jours, avant que l’absence ne soit considéré comme désertion ; en temps de guerre, ce délai est réduit à 1 jour. Les absences lors d'un déplacement (ce qui inclut le retour sur le territoire national) sont considérées comme désertion dès leur constatation, au même titre qu'à l'intérieur du territoire.
En temps de paix, les peines encourues pour désertion à titre individuel, hors service et sans vol de matériel, sont les mêmes que celle survenue sur le territoire national, soit 3, 5 ou 10 ans d'emprisonnement ; dans les autres cas, les déserteurs (et les comploteurs) risquent la peine maximale de 10 ans. En temps de guerre, la désertion avec complot est considéré comme un crime, la peine maximale encourue est donc supérieure, elle passe à 20 ans de réclusion.
En temps de guerre, les tribunaux peuvent demander une interdiction des droits civiques, civils et de famille.

#### Circonstances particulières
Lors d'une désertion, certaines circonstances aggravantes peuvent être retenues :
- la désertion à bande armée (désertion avec usage de la violence)[47] ;
- la désertion en présence de ou face à l’ennemi[48],[49].

Pour ces cas là, les peines maximales encourues sont alors de 20 ans de réclusion ou la perpétuité dans les cas de complot, de vol d'armement ou d'officier désertant en présence de ou face à l'ennemi. Avant 1981, la désertion à bande armée avec vol d'armement et la désertion en présence de ou face à l’ennemi était punis de la peine de mort.
L'incitation à la désertion et le recel de déserteurs sont punis, qu'elle soit le fait de civils ou de militaires.
L’inaptitude volontaire par mutilation n'est pas assimilée à de la désertion mais reste tout de même délictuelle.

### En France, sous l'Ancien régime
Entre 1666 et 1690, 480 000 soldats désertent l'armée, 12 000 d'entre eux sont condamnés aux galères
Selon une enquête du marquis Nicolas Prosper Bauyn d'Angervilliers, secrétaire d’État à la guerre, 68 282 hommes sur 300 000 désertent entre 1716 et 1728. Dans la Flandre, une des régions les plus touchées :
- 17 % des déserteurs sont repris par la Maréchaussée entre 1720 et 1729, 7,48 % entre 1730 et 1739, 5,4 % entre 1740 et 1749, 6,12 % entre 1760 et 1769, 19,72 % entre 1770 et 1779, 37,41 % entre 1780 et 1789, 4 % en 1790.
- 11,56 % des personnes inquiétées pour désertion et 26,15 % de celles dont l'issue de la procédure est connue sont relâchées avec les plus souvent ordre de retourner à leur domicile.
- 13,84 % des accusés dont le sort est connu sont remis en liberté « sur ordre de la cour » surtout dans les années 1720 et 1730.

- 17,68 % de déserteurs sont graciés par le Roi, 30,76 % des grâces ont lieu de 1720 à 1729 et 50 % de 1750 à 1759.
- Les condamnations à mort et aux galères (allant de trois ans à la perpétuité) frappent surtout les embaucheurs et les fauteurs de désertion, 2,70 % des complices et 8,30 % des embaucheurs sont condamnés à mort, par pendaison, la plupart cependant sont condamnés par contumace et pendus en effigie[54].

Le 15 décembre 1776, une ordonnance de Louis XVI, supprime la peine de mort pour désertion et impose la chaîne et le boulet, excepté pour la « désertion à l'ennemi » (les transfuges).

### Désertion à la Légion étrangère

#### Au Maroc
- Désertion d’Aïn el-Hadjar[56] : en 1909, 53 légionnaires, sous la menée d’un pseudo lieutenant de Pal, en réalité le légionnaire Paul-Félix Kadur, tentent de déserter. Repris, ils sont jugés par le tribunal d’Oran. Les peines varient de simples mesures disciplinaires, à 18 ans de travaux forcés. Kadur, engagé en 1903, s’est fait remarquer à cette époque en prétendant avoir connaissance d’éléments concernant l’affaire Dreyfus. Présenté devant la cour de Cassation comme témoin, il déserte. Quelque temps plus tard, il rejoint les rangs de la Légion sous une autre identité.

- Désertion de Casablanca[57] : le 26 septembre 1908, 6 légionnaires : trois Allemands, un Suisse, un Autrichien et un Russe, tentent de fuir en s’embarquant clandestinement à Casablanca, avec la complicité de messieurs Luderitz, consul de l'Empire allemand et Just, vice-consul d’Allemagne. Découverts par la police militaire de la Légion et par le capitaine du port, le lieutenant de vaisseau Tournemir, ils sont remis à l’autorité militaire.

Lors de l’embarquement, une bagarre se déclenche entre les marins qui auraient été bousculés par le vice-consul. Ce dernier aurait été menacé par le révolver d’un marin, causant ainsi un incident diplomatique. Cette affaire faisant grand bruit est arbitrée devant le tribunal de La Haye.
Les déserteurs sont jugés par le tribunal de Casablanca, présidé par le lieutenant-colonel du 2e régiment de tirailleurs. Les protagonistes sont condamnés à des peines allant de 10 à 5 ans de détention et écroués au fort Ilher.
Pendant que l’Allemagne profère des menaces devant l’attitude jugée inqualifiable des marins français, une enquête découvre que depuis plusieurs mois, le vice-consul couvre une filière de désertion, dirigée par le correspondant de la Gazette de Cologne, monsieur Sievers.
En 1921, les combats ont pratiquement cessé. La Légion "casse du caillou". Le cafard s’installe et les désertions se font plus fréquentes. Le commandant Maire, réussit à freiner le nombre de déserteurs avec une formule décisive, il annonce aux autochtones : « Si vous me ramenez un déserteur, 20 francs pour vous ! Si vous ne ramenez que la tête, 100 francs ! »
Des militants communistes sèment la subversion et provoquent des désertions. Au Nord, les territoires espagnols de Melilla et Ceuta facilitent la tâche des candidats. Au Sud les tentatives finissent souvent de manière tragique. Dans le Tafilalet, deux compagnies sont prêtes à rejoindre la dissidence. Les meneurs sont arrêtés. Lors d’une tentative de fuite…, ils sont abattus par les goumiers.

#### En Indochine
Lors des séjours en Extrême-Orient (Indochine française, concessions étrangères en Chine), quelques désertions ont lieu pendant la traversée, surtout dans le canal de Suez et aux escales techniques de Port-Saïd et de Singapour.
En séjour, les désertions sont rares et souvent dues à des idéologies particulières. Un certain nombre de déserteurs rejoint les rangs de l’ennemi et parfois certains intègrent son armée avec des grades d’officiers supérieurs.
L’Allemagne, opposée à l'engagement de ses ressortissants dans la Légion étrangère, est souvent génératrice de filière de désertion, mais aussi en 1914, où les consuls d’Allemagne en Chine encouragent et aident leurs compatriotes à quitter les rangs de la Légion.
Deux catégories de désertions se détachent pendant la guerre d'Indochine : Certains légionnaires antifascistes, nés autour de 1910, quittent l’Allemagne ou l’Autriche après janvier 1933 et trouvent refuge en France. Ils sont internés en septembre 1939 et certains entrent dans la Légion. Envoyés en Indochine, ils désertent et une douzaine rallient la résistance anti-coloniale par motivations politiques. Les autres, d’origine germanique, ont entre 17 et 25 ans en 1945. Perdus dans l’effondrement du IIIe Reich, ils souscrivent un contrat pour la Légion. Envoyés en Indochine, ils désertent et certains passent au Viêt minh pour diverses raisons. Durant la guerre de 1946 à 1954, le chiffre de 1 325 légionnaires est avancé. Tous se retrouvent dans les camps de prisonniers, mais certains rallient le Viêt minh.
Pendant la bataille de Điện Biên Phủ, quelques légionnaires ont rejoint les « rats du Nam Youn » dans la périphérie de la cuvette.
Le 20 février 1950, Erich Honecker, alors président du mouvement de la jeunesse est-allemande, fait appel aux soldats allemands au Vietnam, incorporés dans la Légion étrangère. « Il n’est pas compatible avec le futur et l’honneur de notre nation » qu’ils restent dans la Légion. Il invite ces soldats à rallier « le camp des révolutionnaires vietnamiens où se trouvent déjà beaucoup d’anciens légionnaires allemands ». Il promet l’amnistie et un emploi à ceux qui rentreront en République démocratique allemande. Le secrétaire général du Parti socialiste unifié, Walter Ulbricht, peu avant l’arrivée du premier transport d’anciens légionnaires du Vietnam, recommande que « par des interviews, des émissions de radio et des photos, une campagne publique doit avoir lieu à propos d’une campagne contre la militarisation de l’Allemagne de l’Ouest.»
Ainsi les anciens ralliés du Viet Minh sont utilisés, en RDA, dans la lutte politique et idéologique.
Entre mars 1951 et la fin de 1955, 761 hommes quittent le Viêt Bac par Pékin et Moscou pour Berlin en 7 rotations. D’autre part, parmi les cadres blancs du Viêt minh, Erich Frey et Georges Wächter gagnent l’Autriche en mai 1951; Rudy Schröder avec Walter Ullrich rejoignent Berlin en nov. Seul, Erwin Borchers reste à Hanoi jusqu’en 1965.

### Guerre d'Algérie
À partir de 1956 durant la guerre d'Algérie, des groupes de sous-officiers et d'officiers algériens ont déserté l'armée française pour rejoindre les unités combattantes de l'ALN , ces déserteurs désignés souvent sous l'acronyme de « DAF » et qui ont ensuite rejoint par vagues successives l'armée des frontières de l'ALN située derrière les frontières de Tunisie et du Maroc.
Des militaires français désertent parfois et rejoignent les rangs de l'ALN. C'est le cas de quelques communistes comme Henri Maillot, mais aussi d'un sous-officier parachutiste, Noël Favrelière, qui quitte son unité avec ses armes et un prisonnier algérien condamné à mort.
Un tract intitulé « Des Insoumis et des Déserteurs anticolonialistes en appellent à l'opinion publique » signé par une trentaine de militants est diffusé.
Réfractaires à la guerre d'Algérie, des appelés s'exilent, désertent ou s'insoumettent,,. Le mouvement Jeune Résistance s'efforce à partir de 1959 de soutenir les exilés et de populariser leurs motivations malgré le désaveu de la gauche traditionnelle. L'Action civique non-violente est un regroupement créé en 1958 pour s'opposer activement aux pratiques de la guerre d'Algérie, telles que les camps d'internement et la torture, et pour soutenir et organiser les réfractaires à l'armée.
Après le cessez-le-feu, le comité central du Parti communiste français dénonce « la nocivité des attitudes gauchistes de certains groupements » qui « se sont refusés à tout travail de masse au sein du contingent et ont préconisé l'insoumission et la désertion. »
La chanson Le Déserteur, de Boris Vian, dont la radiodiffusion est interdite, est populaire dans la jeunesse durant la guerre d'Algérie.
Le manifeste Le Déserteur, de Maurienne (pseudonyme de Jean-Louis Hurst, déserteur et porteur de valise), publié en 1960 par Les Éditions de Minuit, est immédiatement interdit et saisi. Le même éditeur publie ensuite Provocation à la désobéissance, le procès du « Déserteur ».

#### Répression
Considérant que « L'Algérie c'est la France », « les gouvernements refusèrent de recourir au droit de la guerre et aux conventions internationales pour encadrer juridiquement le conflit. Ils élaborèrent des législations d’exception spécifiques : état d’urgence et pouvoirs spéciaux. » De ce fait les combattants algériens ne bénéficièrent pas du droit de la guerre et furent traités comme des criminels de droit commun. En revanche, les insoumis et les déserteurs risquaient des peines moindres qu'en temps de guerre.
Le gouvernement a publié plusieurs ordonnances qui aggravaient les peines frappant la provocation à l’insoumission, à la désertion et au renvoi de livret militaire, le recel d’insoumis et les entraves aux départs des soldats. Les fonctionnaires apologistes de l’insoumission et de la désertion pouvaient être plus sévèrement réprimés,.

Après la guerre, Laurent Schwartz déplore que la loi d'amnistie ait notamment « oublié » les insoumis et les déserteurs toujours emprisonnés ou exilés :
« Les tortionnaires, qui ont commis d'abominables crimes de guerre condamnés par la loi nationale et internationale, sont entièrement blanchis ; et des jeunes qui ont refusé la torture, qui l'ont dénoncée, qui ont refusé de servir dans une guerre inhumaine et injuste, alors que tant d'autres hommes ont été lâches, restent sanctionnés. »

### Années 1970
Gilbert Cornillon, élève de l'école de santé militaire de Lyon, est mis aux arrêts de rigueur le 21 avril 1976 et inculpé de désertion pour avoir demandé quatre fois la résiliation de son contrat.

### Contre l'arme nucléaire
Jean-Louis Cahu, lieutenant dans l'armée de l'air au Groupement de missiles stratégiques (GMS) d'Apt (Vaucluse), déserte en novembre 1984 et se présente un mois plus tard à la gendarmerie. Il déclare : « Je ne pouvais plus supporter l'idée de servir comme officier de tir au plateau d'Albion, parce que ce poste implique l'utilisation de l'arme atomique. » Jean-Jacques de Felice, son avocat lors de son procès le 20 mai 1985, cite comme témoins le général Jacques Pâris de Bollardière et Mme Solange Ferneix.

## Par extension
Par extension, dans le corps médical, la désertion médicale peut être considérée comme l'acte d'abandonner, de refuser de secourir, ou de retirer l'appui au patient, alors que le médecin prête le serment d’Hippocrate, de porter assistance, sans distinction, que ce soit du lieu d'exercice à la nationalité du patient. Les médecins, par exemple qui refusent de servir l'État dans le cadre des placements justifiés en zone rurales, « notamment dans le cadre de l'équité d’accès au soins », peuvent être considérés comme déserteurs de l'ordre national des médecins.
Dans le corps judiciaire, la désertion judiciaire est considérée comme le fait d'abandonner, ou de retirer l'appui de la justice pour laquelle l'assermenté a prêté serment, à toute personne jouissant de ses droits d'être défendu, comme au regard du respect des textes législatifs, et qu'en ceci les représentants de l'État peuvent être condamnés au regard de la loi pour refus de servir la justice.

## Filmographie
Monsieur le Président, je vous fais une lettre, réalisé par Alain Taieb, écrit par Alain Taieb et Virginie Adoutte, diffusé sur ARTE en 2000, 52 min.